# 糠平駅

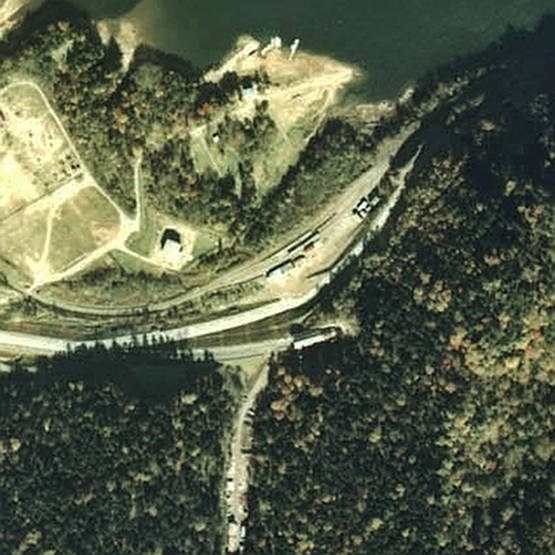
1977年の糠平駅と周囲約500m範囲。左が十勝三股方面で、ここから入江を巻くように180度のカーブを切った後、ダム湖の左手を北上していた。

糠平駅（ぬかびらえき）は、かつて北海道河東郡上士幌町字糠平に置かれていた、日本国有鉄道（国鉄）士幌線の駅である。電報略号はヌヒ。事務管理コードは▲111412。

## 歴史
- 1937年（昭和12年）
  - 9月26日 - 士幌線の清水谷駅 - 当駅間開通により、開業。一般駅。（清水谷10.3km-幌加9.9km）[2]
  - 帯広営林区署が糠平貯木場設置。
- 1938年（昭和13年） - 貯木場まで専用線350m敷設。
- 1939年（昭和14年）11月18日 - 当駅 - 十勝三股駅間が開業し、中間駅となる[3]。
- 1955年（昭和30年）8月1日 - 糠平ダム建設のため移転。改キロ（清水谷10.9km-幌加11.6km）[2]。また、同年度に電燈駅化され、同年度の道内5の無電燈駅の電燈化によって、国鉄線から無電燈駅が消滅した[4][3]。
- 1970年（昭和45年）9月10日 - 車扱貨物の取り扱いを廃止[2]。
- 1974年（昭和49年）10月1日 - 貨物の取り扱いを全面廃止[2]。
- 1978年（昭和53年）12月25日 - 当駅 - 十勝三股駅間の列車運転を休止[2]。上士幌タクシーが受託するマイクロバスによる代行輸送となる。休止後も同区間は名目上鉄道路線として存続しており、国鉄の時刻表にも引き続き掲載されていたが、列車が発着することはなく、事実上は廃線となっていた。
- 1984年（昭和59年）2月1日 - 荷物の取り扱いを廃止[2]。
- 1987年（昭和62年）3月23日 - 士幌線の全線廃止により、廃駅[2]。同線が、バス転換される[5]。

### 駅名の由来
アイヌ語の「ノカピラ（noka-pira）」（形像〔・のある〕・崖）より。現在は糠平ダムで水没した音更川沿岸の崖に、人の姿に似た岩があったことからの地名とされる。

## 駅構造
移転前の駅舎は構内の西側（十勝三股方面に向かって左側）に存在し、島式ホーム1面2線と駅舎前に1本、駅裏に数本の貨物用副本線が敷設されていた。駅構外の十勝三股方面右側には営林署管轄のストックヤードが隣接し、駅から専用線が伸びていた。
移転後の駅舎は構内の南側（十勝三股方面に向かって左側）にあって、島式ホーム1面2線と駅舎前に貨物用副本線、駅裏に引込み線が敷かれていた。

## 駅跡・周辺
現在は、上士幌町鉄道資料館となっている。
- 国道273号
- ぬかびら源泉郷
- 十勝バス糠平案内所

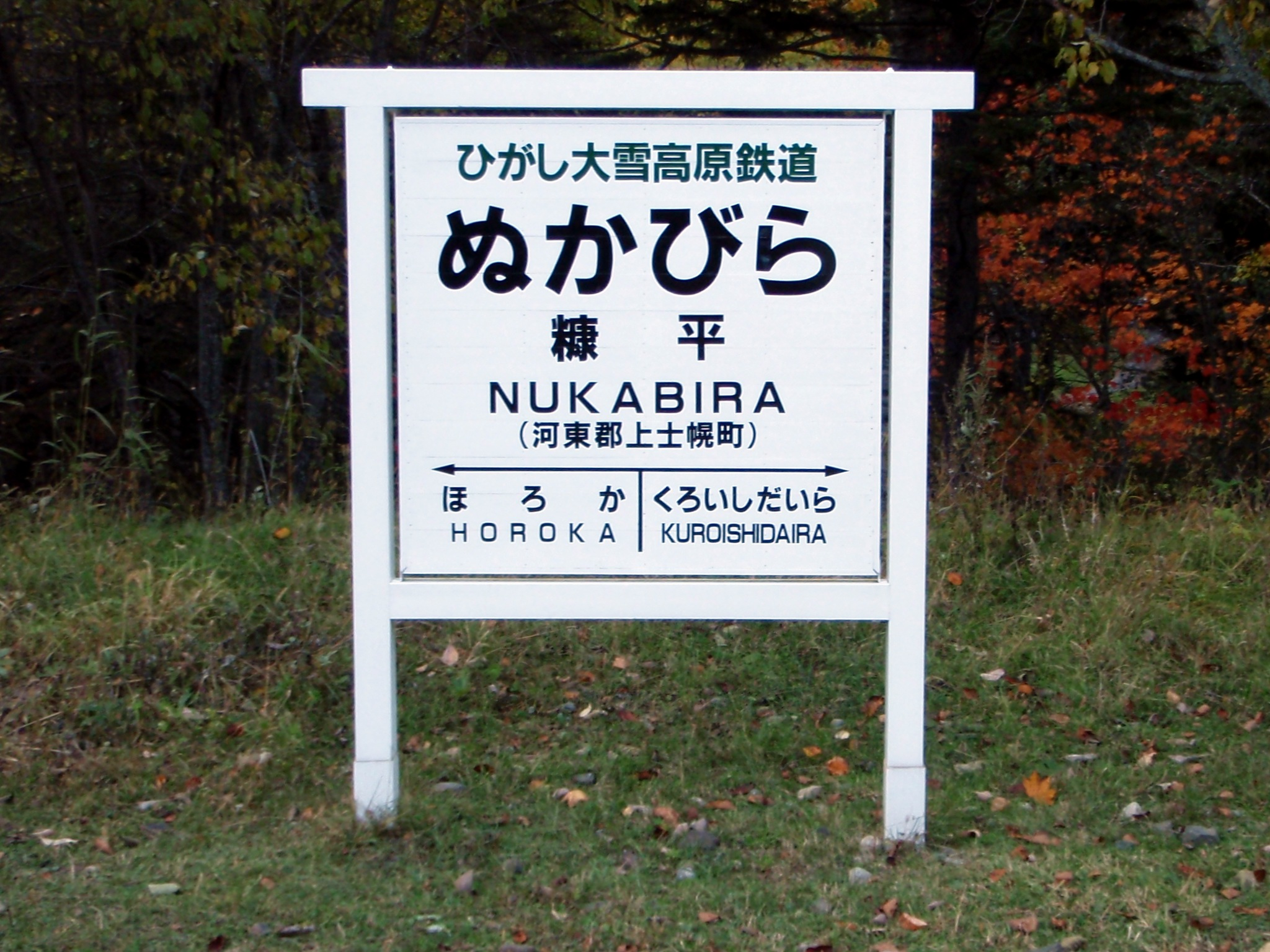
トロッコの整備に合わせて駅名板も立て直された（2008年10月）

  - 士幌線帯広方面代替「糠平営業所前」停留所
  - 旭川方面ノースライナーみくに号（士幌線十勝三股方面代替）「糠平温泉」停留所

糠平以北では、路線廃止後の上士幌タクシーによる代替バスですら糠平地区以外はほぼ無人化という沿線の極端な過疎化によって2003年9月いっぱいで廃止され、同年10月より帯広 - 糠平 - 旭川間の都市間バスであるノースライナーみくに号が十勝三股停留所を新設、幌加温泉入口停留所と糠平方面の乗降も可能として代替する。

## 隣の駅
日本国有鉄道
士幌線
黒石平駅 - <電力所前仮乗降場> - <糠平ダム仮乗降場> - 糠平駅 - 幌加駅
列車運転休止・バス代行輸送化の際、糠平 - 幌加間に糠平スキー場入口バス停を新設したが時刻表には掲載なし。